# Gare de Thiaville
La gare de Thiaville est une gare ferroviaire française de la ligne de Lunéville à Saint-Dié, située sur le territoire de la commune de Thiaville-sur-Meurthe dans le département de Meurthe-et-Moselle en région Grand Est.
Elle est mise en service en 1876 par la Compagnie des chemins de fer de l'Est.
C'est une halte voyageurs de la Société nationale des chemins de fer français (SNCF), desservie par des trains TER Grand Est.

## Situation ferroviaire
Établie à 284 mètres d'altitude, la gare de Thiaville est située au point kilométrique (PK) 416,441 de la ligne de Lunéville à Saint-Dié (voie unique), entre les gares de Bertrichamps et de Raon-l'Étape.

## Histoire
La halte voyageurs de Thiaville est ouverte au public le 26 décembre 1876 par la Compagnie des chemins de fer de l'Est. Située entre la halte de Bertrichamps et la station de Raon-l'Étape, elle ne dispose que d'une installation provisoire. La création de cette halte est officiellement acceptée par la décision ministérielle du 28 mars 1877. Le bâtiment définitif est terminé à la fin de l'année 1877.
En 1904, le quai est allongé pour la desserte de nouveaux trains, après les travaux il a une longueur de 100 mètres et en 1912, pour la même raison il est allongé pour atteindre 150 m de long.
En 2011, le quai de la voie unique a toujours une longueur de 150 m. EN 2016, la desserte est assurée par six trains TER dans chaque sens, du lundi au vendredi, et trois ou quatre les samedis, dimanches et fêtes. Les temps de parcours sont d'environ : trente sept minutes pour Lunéville, une heure pour Nancy, et cinquante minutes pour Saint-Dié-des-Vosges.

## Fréquentation
De 2015 à 2024, selon les estimations de la SNCF, la fréquentation annuelle de la gare s'élève aux nombres indiqués dans le tableau ci-dessous.
| Année     | 2015  | 2016  | 2017  | 2018  | 2019 | 2020 | 2021 | 2022 | 2023  | 2024 |
| --------- | ----- | ----- | ----- | ----- | ---- | ---- | ---- | ---- | ----- | ---- |
| Voyageurs | 1 724 | 1 957 | 3 181 | 2 262 | 923  | 246  | 734  | 665  | 1 113 | 753  |

## Service des voyageurs

### Accueil
Halte SNCF, c'est un point d'arrêt non géré (PANG) à accès libre.

### Desserte
Thiaville est desservie par des trains TER Grand Est de la relation de Nancy à Saint-Dié-des-Vosges.

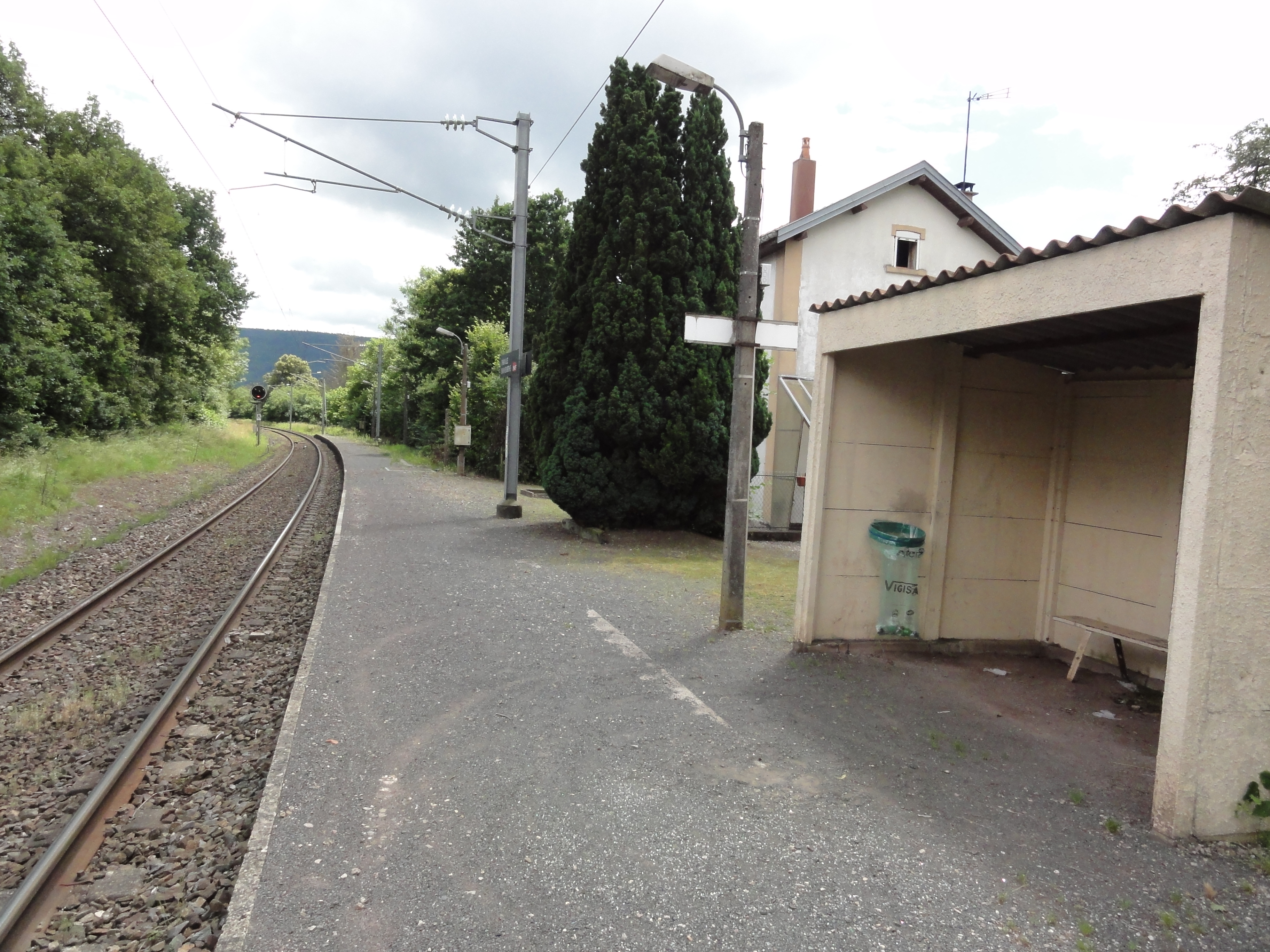
Voie, quai et abri en 2016.